# Diocese de Dume
A Diocese de Dume é uma diocese histórica, sendo actualmente uma sé titular.
Tão notável se tornou a acção de Martinho de Panónia que, em 558, Dume seria elevada à dignidade episcopal, erecta a igreja em catedral, constituindo o bispado de Dume o domínio do mosteiro. Vagando a Sé de Braga, ascendeu Martinho ao sólio metropolitano, que conservou em conjunto com o dumiense até à sua morte, em 579.
Com a invasão árabe, o último prelado acolheu-se na Galiza, onde lhe foi criada uma diocese num lugar chamado Menduneto (Mondonhedo), embora titularmente permanecessem bispos de Dume. Com a progressão da reconquista cristã, o pequeno território da diocese de Dume veio a ser incorporado na de Braga; em sua substituição viria a ser instituída, em 1114, a diocese de Mondonhedo, dependente de Santiago de Compostela.
Presentemente, o título de bispo titular de Dume continua a ser usado por bispos auxiliares da Arquidiocese de Braga, à semelhança do que sucede com outras dioceses históricas de Portugal extintas.

## Lista de bispos de Dume
1. São Martinho de Dume e de Braga (556-579) - apóstolo dos Suevos
2. João (589)
3. Benjamim (610)
4. Germano (633)
5. Recimiro (646-653)
6. São Frutuoso (656)
7. Leodigísio (675)
8. Liúva (681)
9. Vicente (688)
10. Félix (693-716)
11. Rosendo I[1] (867, 881, 907) - primeiro bispo conhecido com residência em Mondonhedo.
12. Sabarico (907-925/926)
13. São Rosendo (927-951)
14. Teodomiro (967, 974)
15. Hermentário ou Armentário (985, 1012)
16. Soeiro I (1015, 1022)
17. Nuno (1025, 1027)
18. Alvito (1042, 1062)
19. Soeiro II (1058-1064)
20. S. Gonçalo (1071-1112)

## Lista de bispos titulares de Dume
1. Manuel Ferreira Cabral (1972-1981)
2. Carlos Francisco Martins Pinheiro (1985-2010)
3. Crispin Ojeda Márquez (2011-)